# Kloster Sauvelade
Das Kloster Sauvelade (Notre-Dame de Sauvelade; Silva lata; Séube lade) war eine Zisterzienserabtei in der Gemeinde Sauvelade im Département Pyrénées-Atlantiques, Region Nouvelle-Aquitaine, in Frankreich. Es lag rund 13 km südöstlich von Orthez in der historischen Landschaft Béarn.

## Geschichte
Das im Jahr 1127 von Gaston IV. le Croisé, dem Vicomte von Béarn, am linken Ufer des Laà gegründete Kloster gehörte zunächst dem Benediktinerorden an. Es schloss sich im Jahr 1287 dem Zisterzienserorden an und unterstellte sich dem Kloster Gimont (Planselve). Damit gehörte es der Filiation der Primarabtei Morimond an. Das Kloster entwickelte sich rasch und gründete die Grangien Sauveladette bei Orthez, Capbis in Ossau, Biron, Dognen, Burgaronne, Cabanis, Villalonga und Bleichac in Brulhois. Unter den Religionskriegen hatte die Abtei schwer zu leiden und wurde 1569 fast vollständig zerstört. Die protestantischen Truppen bauten die Kirche wieder auf. 1633 erfolgte auch der Wiederaufbau des übrigen Klosters. Zur Zeit der Französischen Revolution, in der das Kloster aufgelöst wurde, lebten nurmehr zwei Mönche in ihm. Anschließend wurden die Gebäude verkauft; die Klosterkirche wurde zur Pfarrkirche.

## Bauten und Anlage

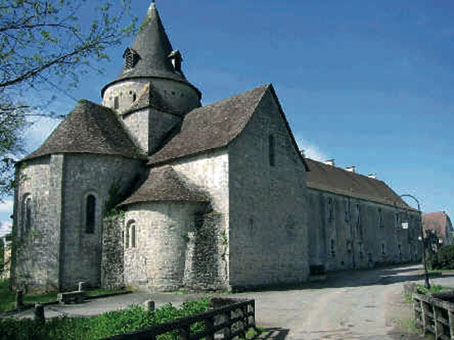
Apsis der Abteikirche

Die kreuzförmige Kirche mit kurzem Langhaus bewahrt aus ihren Ursprüngen noch einen Teil des Mauerwerks, das Querschiffsgewölbe und das Gewölbe einer Nebenapsis. Der Vierungsturm wurde am Ende des 19. Jahrhunderts erhöht und mit einer Kuppel gekrönt. In der westlichen Verlängerung des Langhauses liegt ein „Château“ genanntes, wohl zu Beginn des 18. Jahrhunderts errichtetes Gebäude.